# Skephults distrikt
Skephults distrikt är ett distrikt i Marks kommun och Västra Götalands län. 
Distriktet ligger öster om Kinna. 

## Tidigare administrativ tillhörighet
Distriktet inrättades 2016 och utgörs av socknen Skephult i Marks kommun.
Området motsvarar den omfattning Skephults församling hade vid årsskiftet 1999/2000.